# Stroema (schip)
De MV Stroema (Bulgaars: Струма) was een klein schip dat in 1867 als luxe stoomschip werd gebouwd voor Lord Henry Paget. Het schip werd gedoopt als de SS Xantha. Later werd het uitgerust met een driecilinderdieselmotor en wisselde het schip als vrachtschip een aantal keer van eigenaar en naam. Het stond later geregistreerd als de SS Sea Maid, SS Kafireus, SS Esperos,SS Makedoniya. In 1941 wisselde het schip voor het laatst van eigenaar toen het werd opgekocht door de Grieks-Bulgaarse firma Compania Mediterranea de Vapores. Onder de vlag van Panama nam het in december 1941 deel aan de Aliyah Bet toen het bijna 800 Joodse immigranten van Roemenië naar het Mandaatgebied Palestina trachtte te vervoeren. Het schip werd op 15 december door de Britten in de haven van Istanboel vastgehouden. Later werd het door de Turkse autoriteiten de haven uitgesleept. Op 24 februari 1942 werd het schip door de Russische onderzeeboot Shch-213 getorpedeerd, waarop vrijwel alle opvarenden stierven.

## Bouw van het schip
Het schip werd in 1867 gebouwd door Palmers Shipbuilding and Iron Company in Newcastle upon Tyne, in opdracht van de Britse Markies van Anglesey, Lord Henry Paget. Het schip, dat op 24 juni werd gedoopt als de Xantha, werd uitgevoerd als een luxe jacht met drie masten en een Compound-stoommachine met quadriple-expansie, gebouwd door Ernest Scott & Co. Het mat 44,7 meter in de lengte en was 5,7 meter breed.

## Wisselingen van eigenaren
In 1898 kwam het schip in bezit van J.L. Phipps, die het de Sea Maid doopte. De geschiedenis van het schip in de periode tussen 1902 en 1916 is onduidelijk. Het voer in Griekse wateren en diende mogelijk in 1913 als troepentransportschip tussen Chalcidice en Amphipolis tijdens de Balkanoorlogen.
In 1916 kocht de Griekse rederij Thracian Coastal Line het schip op en doopte het de Kafireus. Het diende hierna als coaster totdat het op onbekende datum met de Griek Giorios Mylonas van eigenaar wisselde. Deze doopte het schip de Esperos en registreerde het in Thessaloniki.
Mylonas verkocht het schip in 1932 aan de Bulgaar Dimiter Kenkov, die het schip de Makedoniya doopte. Hij stationeerde het schip in de haven van Varna en gebruikte het om vee te vervoeren over de rivier Donau. Het schip werd in 1934 gemeld als de Esperos in Lloyd's Register, maar gegevens over de Makedoniya ontbreken. Mogelijk was het schip gederegistreerd aangezien het niet meer op de open zee voer.
In 1941 kocht de Compañía Mediterránea de Vapores Limitada het schip van Nenkov en registreerde het schip als de Stroema onder de goedkope Panamese vlag. Na verloop van tijd werd een van de drie masten verwijderd en voorzien van een driecilinder Benz-dieselmotor. Mogelijk kwam deze motor uit een gezonken wrak in de Donau.

## Als immigrantenschip
De Mossad Le'Aliyah Bet wilde het schip charteren voor de Aliyah Bet, de clandestiene immigraties van Joodse vluchtelingen naar het Mandaatgebied Palestina. Nadat de Duitsers Bulgarije hadden bezet, liet de organisatie haar plannen varen. In 1941 werd de Stroema gecharterd door Revisionistische Zionisten en de jeugdvereniging Betar met het doel om vluchtelingen uit het door de Duitsers bezette Roemenië naar Palestina te vervoeren. Elke emigrant moest een hoog bedrag betalen aan de Roemeense autoriteiten en mocht niet meer dan twintig kilogram aan bagage meenemen.
Op 12 december 1941 vertrok het schip vanuit de havenstad Constanța met aan boord tien bemanningsleden, zestig leden van de Betar en ruim 700 vluchtelingen. Oorspronkelijk werd aangenomen dat er 769 vluchtelingen en activisten aan boord waren, maar een studie van zes verschillende passagierlijsten wees uit dat dit aantal varieerde tussen 760 en 781.
De omstandigheden aan boord waren slecht, het schip had capaciteit voor slechts 250 passagiers en er waren maar één toilet en twee reddingsboten aan boord. De dieselmotor was in slechte staat en functioneerde niet bij het vertrek. Een sleepboot sleepte de Stroema uit de haven, vergezeld door een loods daar er zeemijnen voor de kust dreven. Nadat de bemanning de hele nacht had getracht de motor te repareren, werd op 13 december een noodsignaal gegeven en de sleepboot kwam terug. De bemanning op de sleepboot repareerde de dieselmotor in ruil voor de trouwringen van de opvarenden.

### Gedwongen verblijf in Istanboel

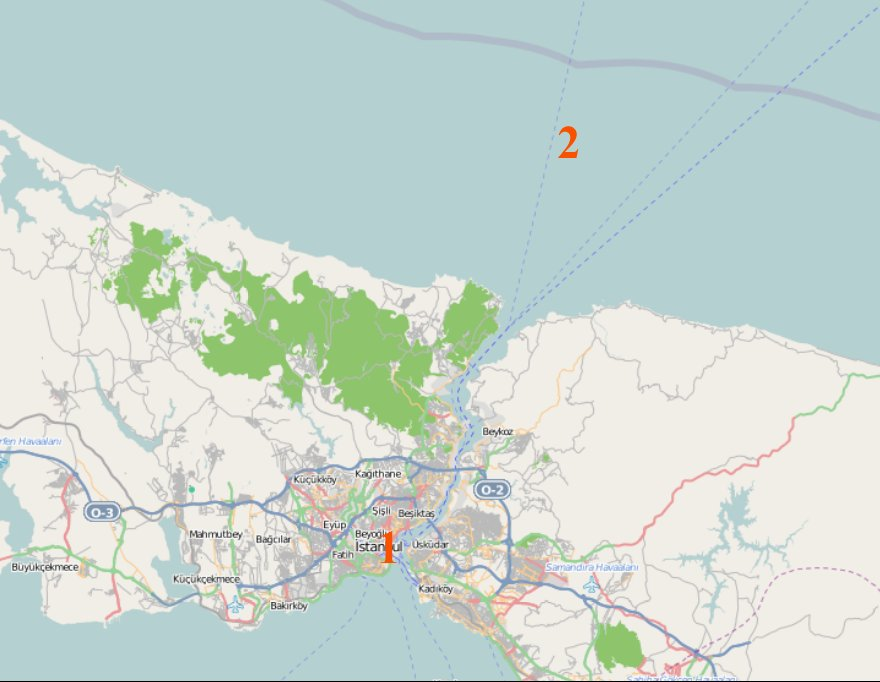
Kaart van de Bosporus met de haven van Istanboel (1) en de plaats waar de Stroema is gezonken (2).

Op weg naar Palestina kreeg het schip op 16 december voor een tweede maal motorpech. De Stroema werd naar de haven van Istanboel gesleept, waarop Turkse monteurs tevergeefs probeerden de dieselmotor te repareren. De Britse autoriteiten waren ondertussen op de hoogte gebracht en voerden onderhandelingen met de Turkse regering voor wat betreft het lot van de vluchtelingen. De Turkse autoriteiten dwongen de Joodse immigranten aan boord te blijven, met uitzondering van een Joodse zwangere vrouw die een miskraam droeg en naar een ziekenhuis in Istanboel werd gebracht. Al snel was er tekort aan voedsel en de opvarenden gingen op rantsoen.

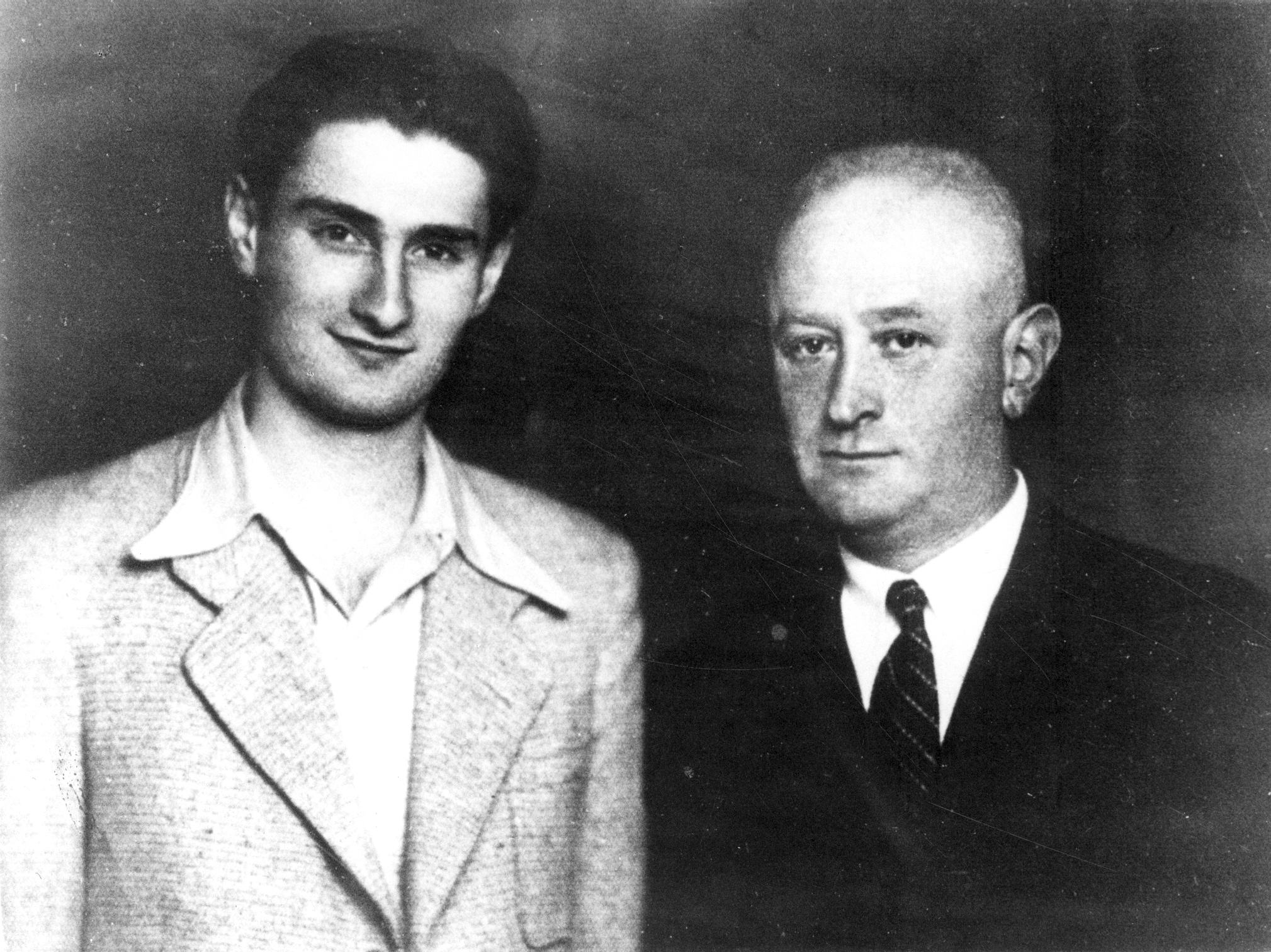
David Stoliar (links), de enige overlevende van de Stroema

### Aanslag
Op 23 februari 1942 poogde de Turkse politie tevergeefs aan boord van de Struma te komen. Er werd om versterking gevraagd en uiteindelijk wisten tachtig agenten aan boord te komen. Zij haalden het anker op en lieten het schip met een sleepboot de Zwarte Zee opslepen, tot voor de kust van Şile. Daar werd het schip zonder geankerd te zijn achtergelaten.
De volgende ochtend torpedeerde de Russische onderzeeboot Shch-213 het schip, waarop het in hoog tempo zonk. Veel opvarenden waren onderdeks en konden niet ontsnappen, waarop ze verdronken. Anderen konden het schip verlaten, maar stierven na uren door verdrinking of onderkoeling. De eerste stuurman en de negentienjarige vluchteling David Stoliar slaagden er in om zich vast te houden aan een drijvende kajuitdeur. Pas een dag later stuurden de Turken een reddingsboot. De stuurman stierf in de nacht, Stoliar werd de volgende dag op 25 februari als enige overlevende opgepikt door een Turkse roeiboot. Onder de slachtoffers waren meer dan honderd kinderen. 

### Nasleep
Op 14 oktober van hetzelfde jaar zonk de Shch-213 na aanvaring met een zeemijn. In 2000 is tevergeefs geprobeerd om het scheepswrak van de Stroema te lokaliseren. Het zinken van de Struma en de SS Patria, vijftien maanden eerder, droegen in grote mate bij aan de intensivering van gewelddadige acties tegen de Britse autoriteiten door de Etsel en de Lechi.

## Nagedachtenis
In de Israëlische steden Asjdod en Holon herdenken twee monumenten de overledenen van de Struma. In Beër Sjeva staat het Stroema-museum met een tentoonstelling over de ramp en andere zaken betreffende de Aliyah Bet.

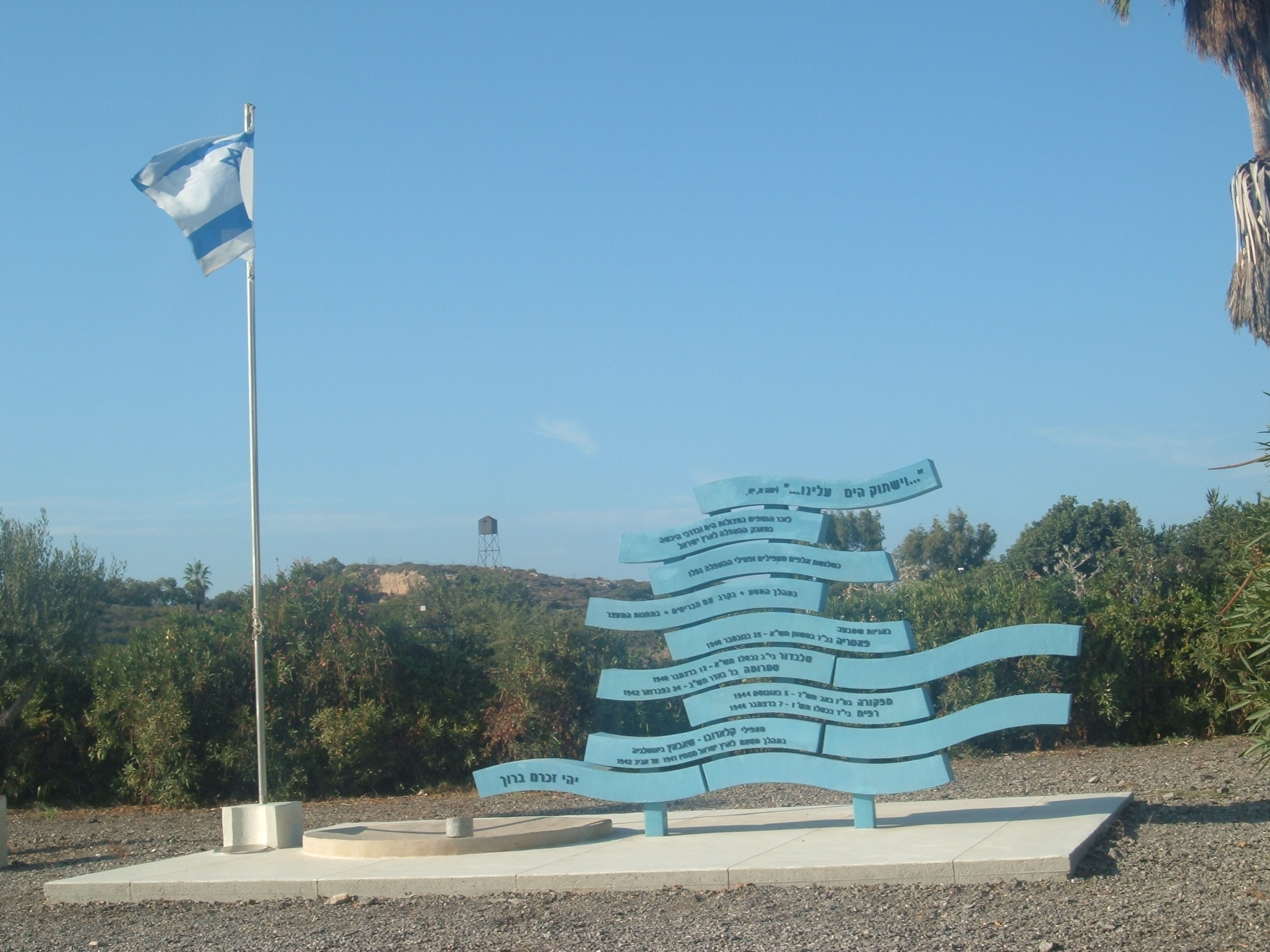
Herdenkingsmonument van Joodse drenkelingen tijdens de Aliyah Bet in het interneringskamp Atlit
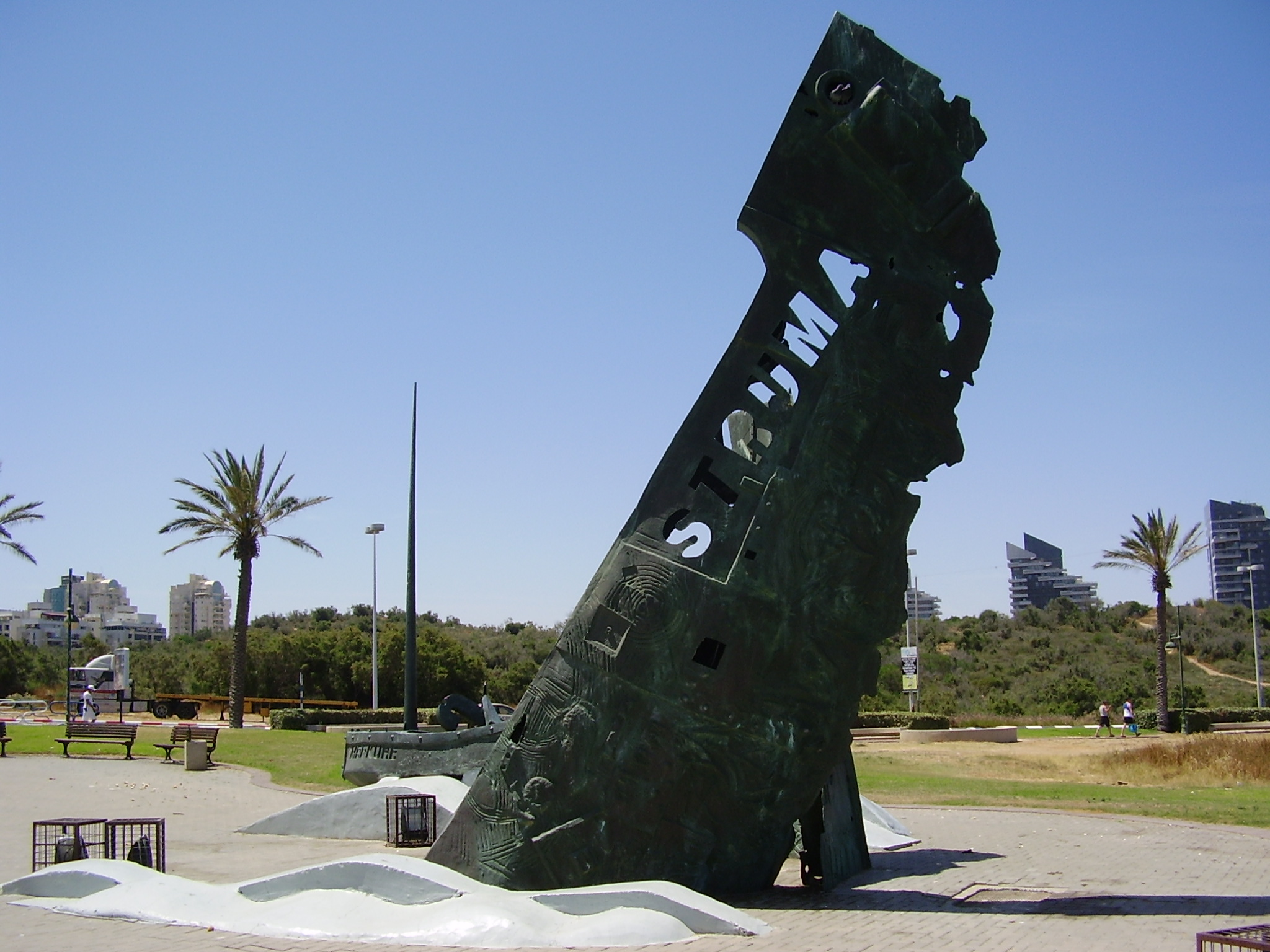
Monument in Asjdod ter herdenking van het zinken van de Stroema en de Mafkura
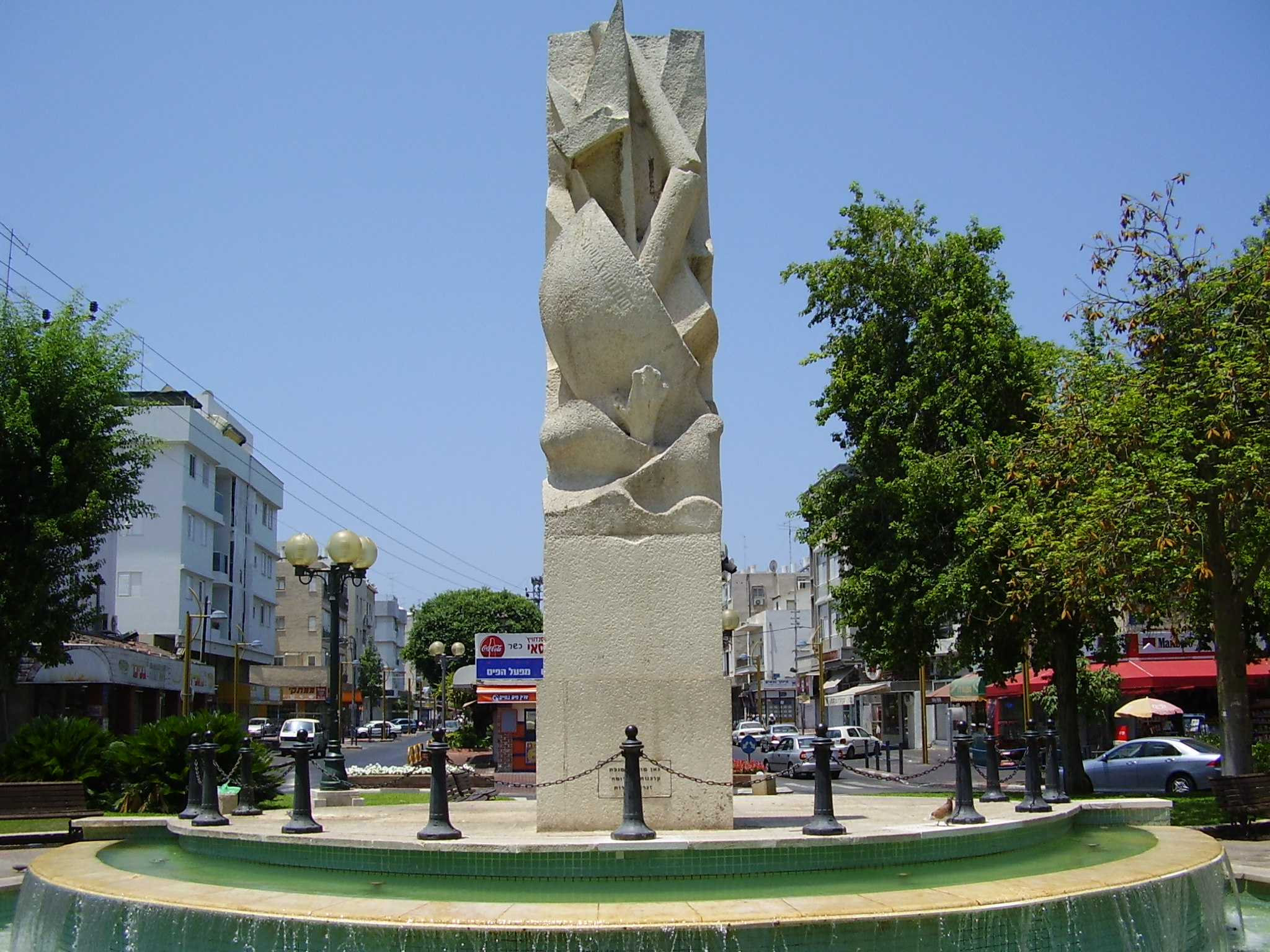
Stroema-monument in Holon
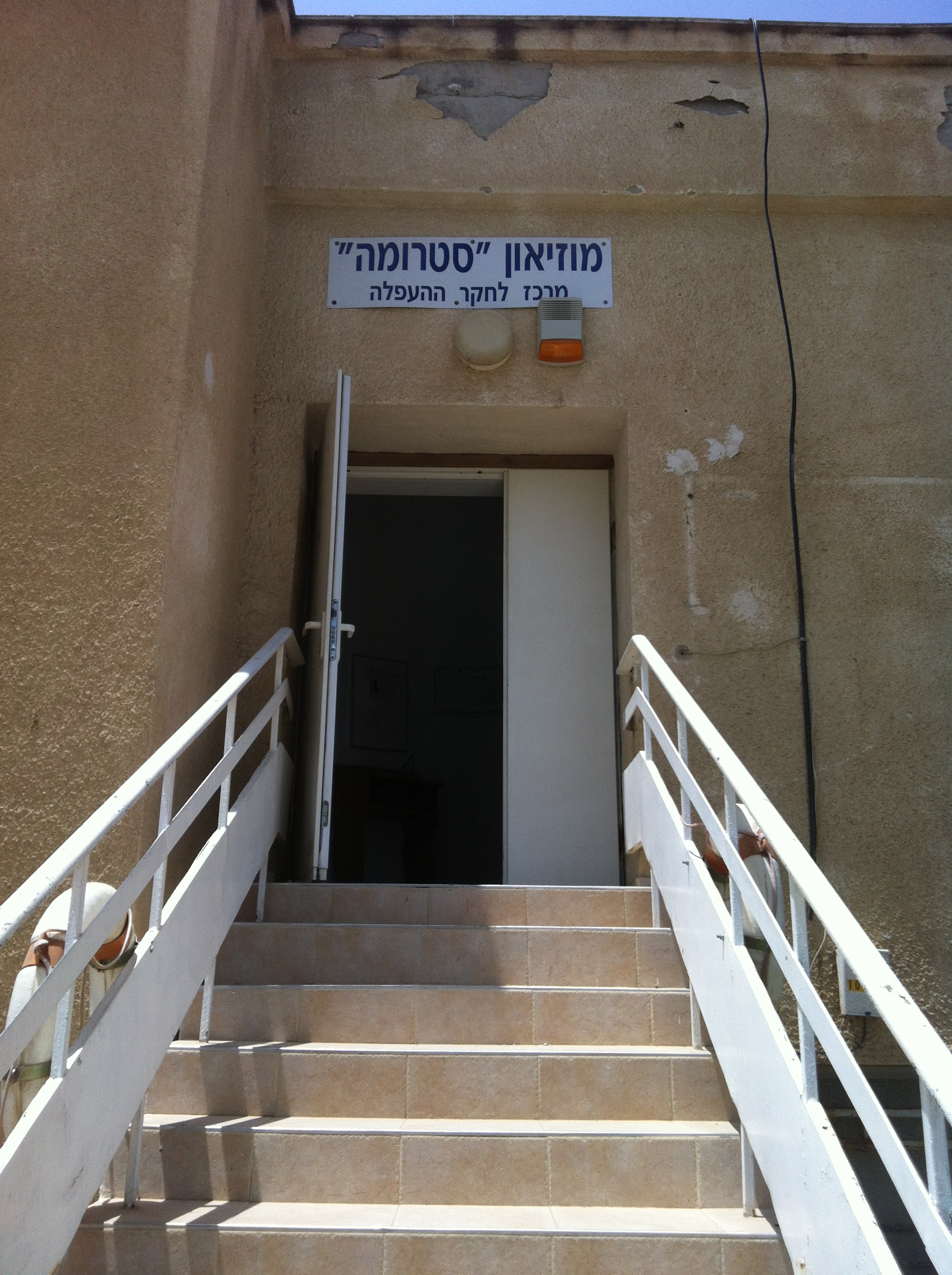
Ingang van het Stroema-museum in Beër Sjeva
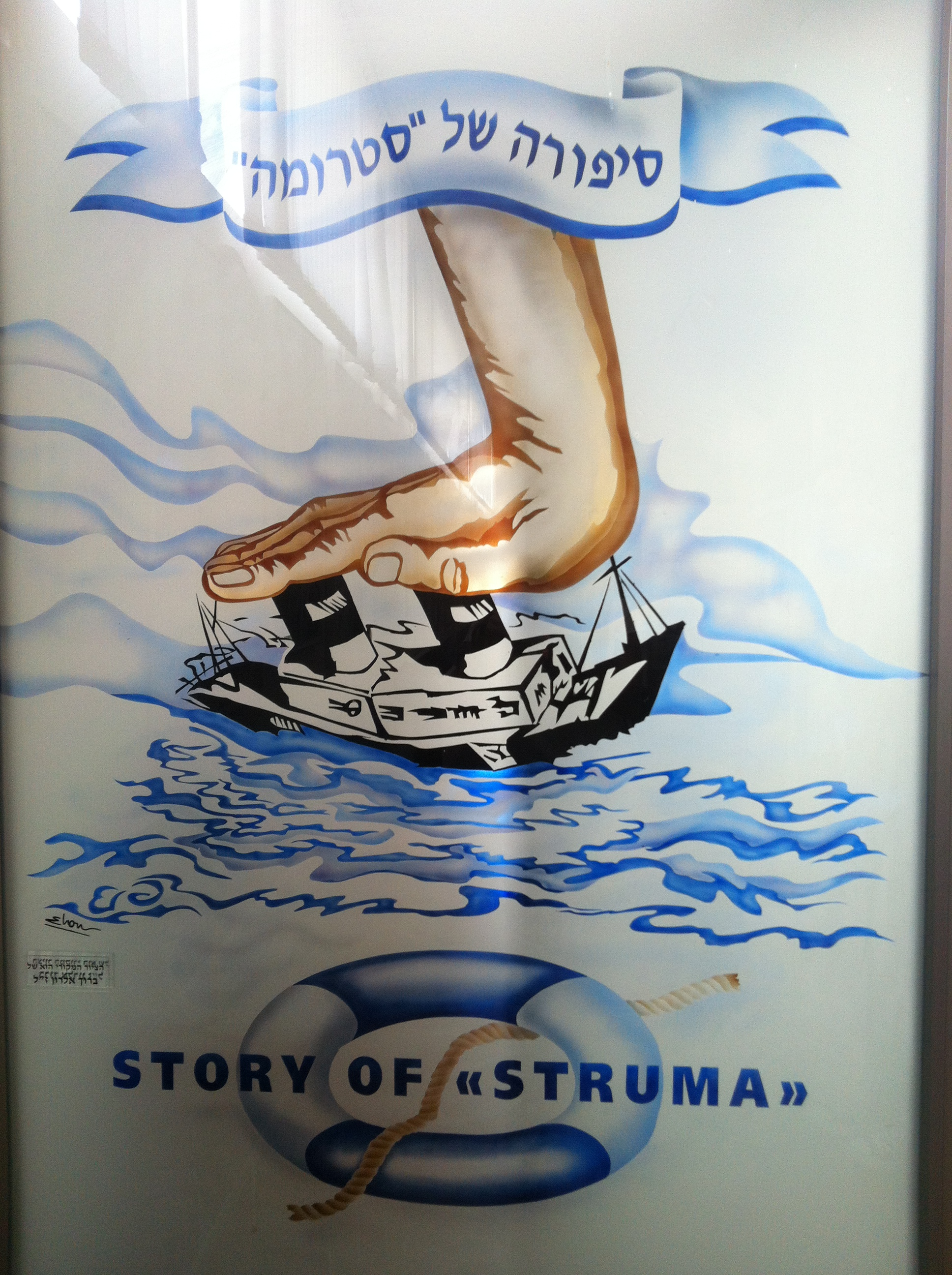
Herdenkingsplaat van de Stroema-ramp